# Zapasy na Letnich Igrzyskach Olimpijskich 1980 – kategoria do 90 kg w stylu wolnym
Zmagania mężczyzn w wadze 90 kg to jedna z dziesięciu męskich konkurencji w zapasach w stylu klasycznym rozgrywanych podczas Letnich Igrzysk Olimpijskich 1980. Pojedynki w tej kategorii wagowej odbyły się w dniach 27 – 29 lipca.

## Klasyfikacja[2]
| Pozycja | Nazwisko                  | Kraj            |
| ------- | ------------------------- | --------------- |
| 1       | Sanasar Oganisian         | ZSRR            |
| 2       | Uwe Neupert               | NRD             |
| 3       | Aleksander Cichoń         | Polska          |
| 4       | Iwan Ginow                | Bułgaria        |
| 5       | Daszdordżijn Cerentogtoch | Mongolia        |
| 6       | Christophe Andanson       | Francja         |
| 7       | Ion Ivanov                | Rumunia         |
| 8       | Mick Pikos                | Australia       |
| 9       | Rafael Gómez              | Kuba            |
| 10      | Amadou Katy Diop          | Senegal         |
| 11      | Ibrahim Shudzandin        | Afganistan      |
| 12      | Safaa Ali Nema            | Irak            |
| 13      | Jean-Claude Biloa         | Kamerun         |
| .       | Kartar Dhillon Singh      | Indie           |
| .       | Keith Peache              | Wielka Brytania |

## Zasady
Przyjęto zasadę punktów karnych, gdzie zdobycie sześciu punktów lub więcej eliminowało zawodnika z turnieju. Kolejność miejsc medalowych ustalona została w specjalnej rundzie finałowej, z udziałem trzech zawodników z najmniejszą liczbą takich punktów.
- TPP — Punkty karne razem
- MPP — Punkty karne pojedynku
- TF — Łopatki
- DQ — Dyskwalifikacja za pasywność

## Punktacja
- 0 — Wygrana na łopatki, przewagę techinczną, pasywność, kontuzję
- 0.5 — Wygrana na punkty  (8-11 punktów różnicy)
- 1 — Wygrana na punkty  (1-7 punktów różnicy)
- 2 — Dyskwalifikacja za pasywność, zwycięzca również był pasywny
- 3 — Przegrana na punkty (1-7 punktów różnicy)
- 3.5 — Przegrana na punkty (8-11 punktów różnicy)
- 4 — Przegrana na łopatki, przewagę techiczną, pasywność, kontuzję

## Wyniki[3]

### Pierwsza runda
| TPP | MPP |                           | Wynik\|Czas |                    | MPP | TPP |
| --- | --- | ------------------------- | ----------- | ------------------ | --- | --- |
| 0   | 0   | Rafael Gómez              | TF / 4:33   | Keith Peache       | 4   | 4   |
| 4   | 4   | Ion Ivanov                | TF / 2:59   | Uwe Neupert        | 0   | 0   |
| 0   | 0   | Christophe Andanson       | DQ / 7:26   | Safaa Ali Nema     | 4   | 4   |
| 0   | 0   | Daszdordżijn Cerentogtoch | DQ / 4:58   | Ibrahim Shudzandin | 4   | 4   |
| 4   | 4   | Amadou Katy Diop          | TF / 3:58   | Aleksander Cichoń  | 0   | 0   |
| 4   | 4   | Jean-Claude Biloa         | DQ / 4:03   | Mick Pikos         | 0   | 0   |
| 4   | 4   | Kartar Dhillon Singh      | DQ / 7:55   | Iwan Ginow         | 0   | 0   |
| 0   |     | Sanasar Oganisian         |             | Bez walki          |     |     |

### Druga runda
| TPP | MPP |                    | Wynik\|Czas |                           | MPP | TPP |
| --- | --- | ------------------ | ----------- | ------------------------- | --- | --- |
| 0   | 0   | Sanasar Oganisian  | DQ / 8:02   | Rafael Gómez              | 4   | 4   |
| 8   | 4   | Keith Peache       | TF / 1:18   | Ion Ivanov                | 0   | 4   |
| 0.5 | 0.5 | Uwe Neupert        | 14 - 5      | Christophe Andanson       | 3.5 | 3.5 |
| 7   | 3.5 | Safaa Ali Nema     | 4 - 13      | Daszdordżijn Cerentogtoch | 0.5 | 0.5 |
| 7   | 3   | Ibrahim Shudzandin | 4 - 7       | Amadou Katy Diop          | 1   | 5   |
| 0   | 0   | Aleksander Cichoń  | TF / 2:56   | Jean-Claude Biloa         | 4   | 8   |
| 0   | 0   | Mick Pikos         | TF / 1:00   | Kartar Dhillon Singh      | 4   | 8   |
| 0   |     | Iwan Ginow         |             | Bez walki                 |     |     |

### Trzecia runda
| TPP | MPP |                     | Wynik\|Czas |                           | MPP | TPP |
| --- | --- | ------------------- | ----------- | ------------------------- | --- | --- |
| 3   | 3   | Iwan Ginow          | 6 - 12      | Sanasar Oganisian         | 1   | 1   |
| 7.5 | 3.5 | Rafael Gómez        | 4 - 15      | Ion Ivanov                | 0.5 | 4.5 |
| 0.5 | 0   | Uwe Neupert         | TF / 3:35   | Daszdordżijn Cerentogtoch | 4   | 4.5 |
| 3.5 | 0   | Christophe Andanson | TF / 1:37   | Amadou Katy Diop          | 4   | 9   |
| 0   | 0   | Aleksander Cichoń   | DQ / 7:56   | Mick Pikos                | 4   | 4   |

### Czwarta runda
| TPP | MPP |                           | Wynik\|Czas |                   | MPP | TPP |
| --- | --- | ------------------------- | ----------- | ----------------- | --- | --- |
| 4   | 1   | Iwan Ginow                | 7 - 4       | Ion Ivanov        | 3   | 7.5 |
| 2   | 1   | Sanasar Oganisian         | 9 - 9       | Uwe Neupert       | 3   | 3.5 |
| 7   | 3.5 | Christophe Andanson       | 1 - 12      | Aleksander Cichoń | 0.5 | 0.5 |
| 4.5 | 0   | Daszdordżijn Cerentogtoch | TF / 1:42   | Mick Pikos        | 4   | 8   |

### Piąta runda
| TPP | MPP |                   | Wynik\|Czas |                           | MPP | TPP |
| --- | --- | ----------------- | ----------- | ------------------------- | --- | --- |
| 7   | 3   | Iwan Ginow        | 3 - 4       | Uwe Neupert               | 1   | 4.5 |
| 2   | 0   | Sanasar Oganisian | TF / 4:03   | Daszdordżijn Cerentogtoch | 4   | 8.5 |
| 0.5 |     | Aleksander Cichoń |             | Bez walki                 |     |     |

### Runda finałowa
Zaliczone pojedynki z wcześniejszych rund
| TPP | MPP |                   | Wynik\|Czas |                   | MPP | TPP |
| --- | --- | ----------------- | ----------- | ----------------- | --- | --- |
|     | 1   | Sanasar Oganisian | 9 - 9       | Uwe Neupert       | 3   |     |
|     | 3.5 | Aleksander Cichoń | 3 - 12      | Sanasar Oganisian | 0.5 | 1.5 |
| 4   | 1   | Uwe Neupert       | 6 - 2       | Aleksander Cichoń | 3   | 6.5 |